# Vutina atrata
Vutina atrata är en insektsart som först beskrevs av Fabricius 1803.  Vutina atrata ingår i släktet Vutina och familjen Nogodinidae. Inga underarter finns listade i Catalogue of Life.